# بورصة لوساكا
بورصة لوساكا للأوراق المالية هي البورصة الرئيسية في زامبيا . تأسست في عام 1993 ، وتقع في لوساكا . وهي عضو في الرابطة الأفريقية لتبادل الأسهم .

## روابط خارجية
- موقع بورصة لوساكا